# Coniella petrakii
Coniella petrakii är en svampart som beskrevs av B. Sutton 1980. Coniella petrakii ingår i släktet Coniella och familjen Schizoparmaceae.   Inga underarter finns listade i Catalogue of Life.